# Diego Corrientes (pel·lícula de 1937)
Diego Corrientes és una pel·lícula espanyola, la segona dirigida per Ignasi F. Iquino el 1936, estrenada al cine Capitol de Barcelona el 19 d'abril de 1937.

## Sinopsi
Segle XVIII. Diego Corrientes (Pedro Terol), famós bandoler de Sierra Morena, que segons el romanç és "aquest senyor de la regió muntanyenca, el que als rics robava i als pobres defensava". En la seva quadrilla milita "El Renegao" (Jesús Castro Blanco), tipus sinistre que intenta forçar a Rosario (Blanquita Gil), la filla de la marquesa de Fuenteclara, durant l'assalt a una diligència. Diego escorta a les dames fins a la seva casa de Sevilla i s'enamora de la noia. El tinent Bellido (Federico Gandia) també la pretén. Organitza el seu segrest amb l'ajuda de "El Renegao" amb la intenció que Diego Corrientes sigui acusat del rapte. Mentrestant, Diego intenta aconseguir l'indult per a poder casar-se amb Rosario.

## Repartiment
- Goyita Herrero
- Pedro Terol - Diego Corrientes
- Blanquita Gil - Rosario
- Jesús Castro Blanco - El Renegao
- Federico Gandía - Tinent Bellido
- Paco Martínez Soria
- Gastón A. Mantua
- Juana Bozzo

## Comentaris
Una de les primeres intervencions de Paco Martínez Soria al cinema, quan encara es presentava amb el pseudònim de "Paquete".
El rodatge de la pel·lícula va quedar interromput al juliol de 1936 per l'esclat de la Guerra Civil Espanyola i la seva estrena es va posposar fins a abril de 1937. En aquell moment la pel·lícula va ser vituperada per la crítica.
Les escenes que havien de rodar-se a Còrdova van tenir finalment per escenari els marges del Montjuïc.